# Spieler (1990)
Spieler ist ein deutscher Film von Dominik Graf aus dem Jahr 1990. Im Film spielen Peter Lohmeyer und Hansa Czypionka die beiden Freunde Jojo und Tom, deren Leben durch allerhand Glücks- und Pechsträhnen geprägt ist. Der Kinostart in Deutschland war am 1. November 1990.

## Handlung
Die beiden Freunde Jojo und Tom sind notorische Spieler. Als Jojo seine Cousine Kathrin wiedertrifft, verliebt er sich in sie. Nach dem Tod ihrer Tante erbt Jojo einen Hund und Kathrin 20.000 Mark. Jojo verspielt das Geld, kann es mit Hilfe von Kathrin allerdings zurückgewinnen, bis der Polizist Strobeck ihnen in die Quere kommt und ihnen das Geld abnimmt. Auf der Flucht nach Südfrankreich wird Kathrin von Jojo schwanger. Sie können im dortigen Casino viel Geld gewinnen, jedoch kommt ihnen die französische Polizei auf die Spur. Schließlich kommt Tom bei einer Schießerei ums Leben und Jojo sprengt sich mit seinem Wagen selbst in die Luft. Am Ende ist Kathrin zu sehen, wie sie einen Kinderwagen durch den Park schiebt.

## Produktionsnotizen
Die Dreharbeiten dauerten vom August bis September 1989. Gedreht wurde in München, Cannes sowie Nizza und Umgebung. Die Uraufführung erfolgte im Rahmen der Internationalen Filmfestspiele von Venedig am 9. September 1990, die deutsche Erstaufführung bei einem Filmfest in Köln am 28. September 1990. Allgemeiner Kinostart war am 1. November 1990.

## Kritik
Das Lexikon des internationalen Films urteilte, der Film sei eine „liebevoll und witzig erzählte Kinogeschichte zwischen Komödie und Tragödie, die eine dünne Drehbuchvorlage zu einem artifiziellen Spiel mit den erzählerischen Prinzipien und ‚Gesetzen‘ des Kinos“ verdichte. Gelegentlich sei der Film „allzu bemüht, für jene aber, die die Bezüge und Vorbilder erkennen, ebenso amüsant wie anregend“.

## Auszeichnungen
Bei der Verleihung des Deutschen Filmpreises 1990 erhielt der Film Nominierungen für die beiden Hauptdarsteller Peter Lohmeyer (Jojo) und Anica Dobra (Kathrin). Zudem lief der Film 1990 im Wettbewerb der Internationalen Filmfestspiele von Venedig.